# Horto Municipal de Teresópolis
O Horto Municipal de Teresópolis é uma área de cultivo e exposição de plantas localizada no bairro Carlos Guinle em Teresópolis, interior do Rio de Janeiro. Foi inaugurado em 6 de julho de 1968 pelo então prefeito Waldir Barbosa Moreira, projetado pelo engenheiro Osiris Rahal, estando situado em um terreno doado por Carlos Guinle em 1967, junto com demais localidades como a Granja Comary, que hoje formam o bairro homônimo. Foi projetado para ser um local de preservação de espécies de plantas em extinção, além do fornecimento de plantas ornamentais destinadas à arborização urbana nos parques e jardins da cidade. A distribuição das plantas era inicialmente realizado pela Sociedade dos Amigos da Árvore de Teresópolis, limitando-se a cinco por pessoa.
Após muitos anos desativado, o Horto Municipal de Teresópolis foi recuperado e reinaugurado em 3 de julho de 2021 pelo então prefeito Vinicius Claussen, oferecendo novos atrativos para os visitantes. A revitalização do local foi coordenada por Denise Marques, paisagista da Prefeitura Municipal. Conta com uma área de 10 mil metros quadrados e integra o patrimônio público municipal, apresentando diversos atrativos aos visitantes, como área para piquenique, parque para cães, horta, jardins, área de compostagem e estufas para o cultivo de espécies de plantas nativas.